# Piero Sivini
Piero Sivini (Trieste, 8 marzo 1960) è un ex pallamanista e allenatore di pallamano italiano.

## Palmarès

### Giocatore

#### Club
- Campionato italiano di pallamano maschile: 13
1976-77, 1978-79, 1980-81, 1981-82, 1982-83, 1984-85, 1985-86, 1989-90, 1992-93, 1993-94, 1994-95, 1995-96, 1996-97

- Coppa Italia (pallamano maschile): 3
1986-87, 1992-93, 1994-95

### Allenatore

#### Club
- Campionato italiano di pallamano maschile: 3
1999-00, 2000-01, 2001-02

- Coppa Italia (pallamano maschile): 3
1998-99, 2000-01, 2001-02

- Handball Trophy: 1
2004-05.